# Peperomia weberbaueri
Peperomia weberbaueri är en pepparväxtart som beskrevs av C. Dc.. Peperomia weberbaueri ingår i släktet peperomior, och familjen pepparväxter. Inga underarter finns listade i Catalogue of Life.